# Departamento San Salvador (Entre Ríos)
Das Departamento San Salvador liegt im Nordosten der Provinz Entre Ríos im Zentrum Argentiniens und ist eine von 17 Verwaltungseinheiten der Provinz.

## Bevölkerung
Nach Schätzungen des INDEC stieg die Einwohnerzahl 16.118 von Einwohner (2001) auf 18.000 Einwohner im Jahr 2009.

## Städte und Gemeinden
| Kategorie        | Gemeinde       | Bevölkerung | Bürgermeister   | Partei |
| ---------------- | -------------- | ----------- | --------------- | ------ |
| Erste Kategorie  | San Salvador   | 11.626      | Marcelo Berthet | PJ     |
| Zweite Kategorie | General Campos | 2.982       | Pablo Martinez  | PJ     |

Weitere Gemeinden im Departamento sind:
- San Ernesto
- Colonia Baylina
- Walter Moss